# Jyllandsringen
Der Jyllandsringen, auch als FDM Jyllands-Ringen bekannt, ist eine gegen den Uhrzeigersinn befahrene Motorsportrennstrecke rund neun Kilometer östlich von Silkeborg in der Mitte der dänischen Region Midtjylland. Sie ist mit 2,3 km Länge die längste permanente Strecke Dänemarks und die dienstälteste noch in Benutzung befindliche Rennstrecke des Landes.

## Lage
Die Strecke liegt nahe dem Sikeborger Stadtteil Resenbro. Wegen ihrer Nähe zu den Wohngebieten sind aus Lärmschutzgründen nur 4 Renn-Veranstaltungen im Jahr erlaubt.

## Geschichte

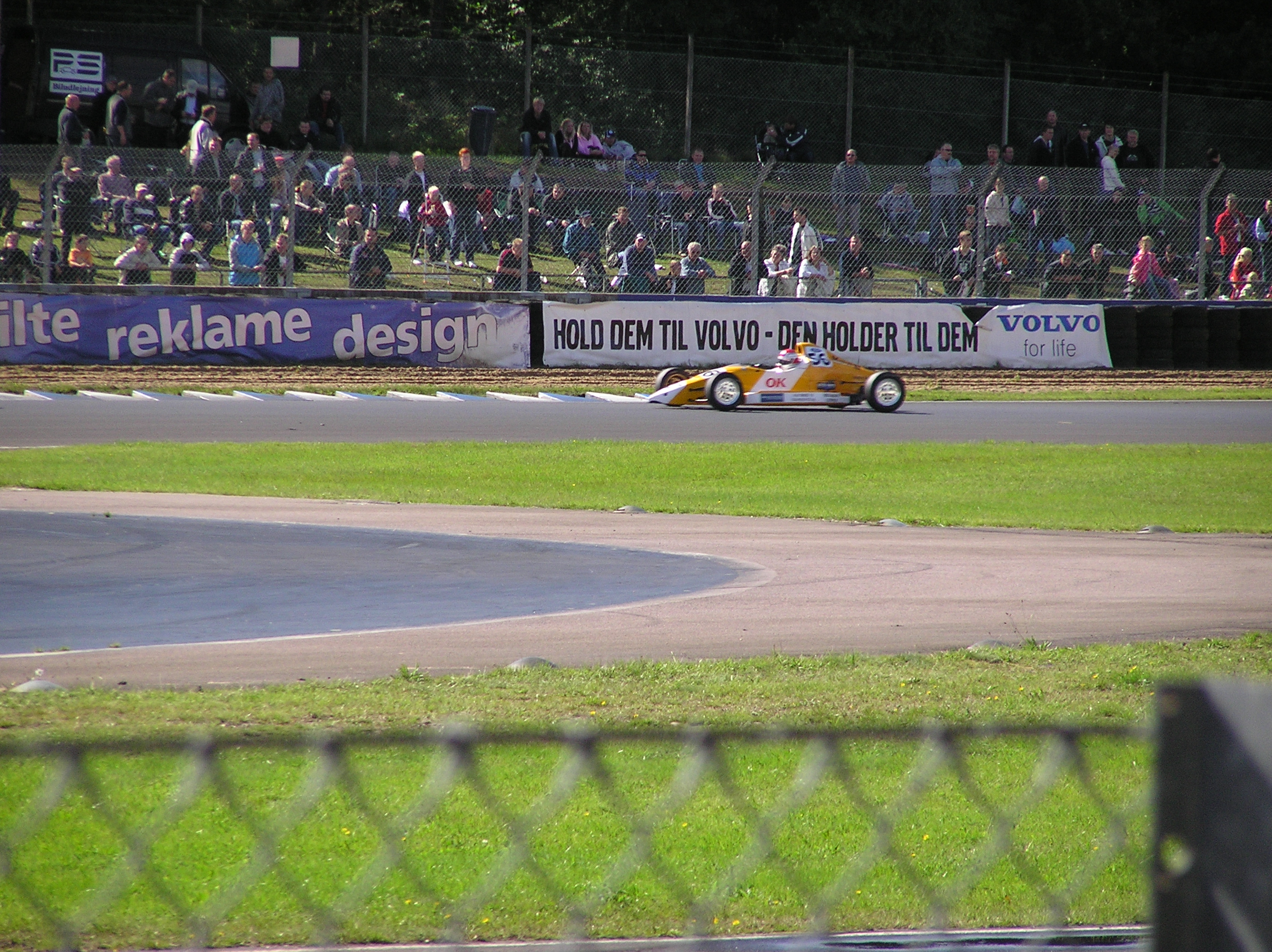
Formel Ford Dänemark auf dem Jyllandsringen

Die Motorsportanlage wurde in drei Abschnitten ab 1965 vom Architekten S. K. Jensen und dem dänischen Rennfahrer und Gastronomen Ole Hansen errichtet. Sie war zum Zeitpunkt ihrer Eröffnung die zweite permanente dänische Rennstrecke nach dem Kurs in Roskilde. Die erste Variante war 1701 Meter lang und umfasste die Kurven 1–10, 19 und 20 auf dem Streckenplan. Am 15. Mai 1966 wurde auf dieser Strecke das erste Rennen ausgetragen. Wenig später fand auch ein 3h-Langstreckenrennen auf dem Kurs statt.
Aufgrund Kritik am zu winkligen Streckenverlauf wurde 1967 die Streckenführung geändert. Im Jahr 1974 wurde die Rennstrecke nach dem Unfalltod des Besitzers Jensen vom Automobilclub Dänemark (Forenede Danske Motorejere, FDM) gekauft, der bis heute der Betreiber ist.
Ab dem Jahr 1976 wurde die erste Infieldschleife ausgelassen. Die in der Folge benutzte Kurzvariante hatte nur noch eine Länge von 1,475 km.
1990 wurde der Jyllandsringen um ein neues Fahrertrainingszentrum erweitert, das sich südlich der Hauptstrecke befindet. Dadurch wurde das Angebot an Aktivitäten auf der Strecke erweitert und die Strecke zu einem Zentrum für den Spitzensport erklärt. Im Jahr 2003 wurde die Strecke mit Teilen des benachbarten Ovalkurs des Fahrsicherheitszentrums zusammengeführt. Seither ist Gesamtstrecke rund 2300 Meter lang und verfügt über 20 Kurven.

## Streckenbeschreibung
Die Rennstrecke kann neben der Gesamtvariante in zwei Kurzvarianten konfiguriert werden: Die erste Kurzvariante ist 1,45 Kilometer lang und an der weitesten Stelle 20 Meter breit, die zweite Kurzvariante ist 900 Meter lang und an der weitesten Stelle 12 Meter breit. Bei beiden Varianten besteht die Möglichkeit, Schikanen auszulassen, um so verschiedene Streckenverläufe zu ermöglichen.

## Veranstaltungen
Ab 1971 wurde der Jysk GP für Formel 3 Fahrzeuge ausgetragen, die im Zuge dieser Veranstaltung von 1974 bis 1977 und zum letzten Mal 1995 Austragungsort des Danish Grand Prix der Formel-3-EM wurde. Jac Nelleman gewann den Grand Prix viermal in Folge, das letzte Rennen gewann der Finne Toni Teittinen. Auch die Formel Ford EM gastierte in der Folge auf der Strecke.
Die Strecke wurde als Austragungsort zu Läufen zum Danish Touringcar Championship von 1999 bis 2010 genutzt und ab 2011 fanden Veranstaltungen zur Nachfolgeserie der Scandinavian Touring Car Championship und Formel Renault Rennen statt. Nachdem die STCC sich ab 2013 ausschließlich auf Schwedische Kurse ausrichtete, wurde die Danish Thundercar Championship zur neuen Top-Serie auf der Strecke.
Aktuell starten die TCR Denmark Serie, die Dänische Formel-4-Meisterschaft und das historische Danish Masters regelmäßig auf dem Jyllandsring.